# إغناثيو إيبانيز
إغناثيو إيبانيز (بالإسبانية: Ignacio Ibáñez)‏ هو لاعب كرة قدم تشيلي، ولد في 8 أكتوبر 1996 في تشيلان في تشيلي.

## وصلات خارجية
- إغناثيو إيبانيز على موقع قاعدة بيانات كرة القدم.إي يو (الإنجليزية)
- إغناثيو إيبانيز على موقع Soccerway.com (الإنجليزية)
- إغناثيو إيبانيز على موقع AS.com (الإسبانية)